# Список персонажів телесеріалу «Кістки»

Ця стаття перелічує персонажів телесеріалу «Кістки».

## Основні персонажі

### Темперанс «Кістка» Бреннан
Доктор Темперанс Бреннан — судовий антрополог, працює в вигаданому інституті Джефферсона, Вашингтон. Також є автором детективних романів. Має три докторських ступені. До початку подій серіалу більшу частину часу проводить в лабораторії або у відрядженнях, займаючись упізнанням древніх останків або тіл жертв геноциду. Також спільно з агентом ФБР Сілі Бутом займається складними розслідуваннями. Вона майстер декількох видів єдиноборств, навички щодо застосування яких демонструються нею протягом усього серіалу. Її напарником є спеціальний агент ФБР Сілі Бут.
Бреннан соціально не адаптована, тому вона шукає себе в науці. За рідкісним винятком, тримається на відстані від людей, включаючи жертв, що потрапляють в її лабораторію. Єдина подруга Темперанс — Енджела Монтенеґро. Доктор Бреннан — вегетаріанка і атеїст.
Романи Бреннан вельми нетривалі. Вона стверджує, що не відчуває потреби в емоційних відносинах, а шукає випадкові зв'язки для «задоволення біологічних позивів». В одному з епізодів вона проводить час з двома чоловіками: один служить для інтелектуальних розмов, інший — для її сексуальних потреб. У другому сезоні деякий час зустрічається з колегою Бута, агентом Салліваном. Їхні стосунки закінчилися після відмови Бреннан кинути інститут і плисти з Саллі на човні по Карибському морю; психіатр Гордон Гордон Ваятт (Стівен Фрай) обґрунтував її відмову тим, що Бреннан не може жити без мети в житті, хоча Енджела переконана, що Бреннан залишилася через Бута.
Її ім'ям при народженні було Джой Кінан, однак батькам довелося змінити свої особистості і особистості своїх дітей, щоб убезпечити їх від ворога з минулого. Коли Бреннан було 15 років батьки кинули її зі старшим братом Рассом, який не зміг піклуватися про сестру і залишив її під опікою соціальних служб. Про час її перебування в притулках нічого не відомо: в епізоді «Хлопчик в кущах» вона говорить, що за нею приїхав дідусь, в останньому епізоді сезону, що не знала бабусю і дідуся. Цілком можливо, що, кажучи «дідусь», вона мала на увазі свого останнього названого батька, який, очевидно, був хорошою людиною. Виховувалася в декількох названих сім'ях. Зізнається Буту, що писала імена цих людей на підошвах своїх черевиків.
В епізоді «Смерть бджолиної матки» Бреннан і Бут відправляються в її рідне місто, де була виявлена відрубана голова. Під час розслідування вбивства вона відвідує зустріч випускників своєї школи в якості випускниці, що дозволяє їм зайнятися розслідуванням, чи не сіючи паніку. Однокласники пам'ятають її як «страшну дівчинку», яка «любила мертві речі». Кілька однокласників називали її «Мортішею» і вважали «ненормальною», навіть дорослими. Її єдиним другом в школі був «страшний» доглядач, містер Рей Бакслі (Роберт Інглунд), псих, з яким юна Темперанс вивчала трупи та методи їх препарування. Пізніше він став тезкою вбивці в першій книзі Бреннан.
Сілі Бут — повна протилежність головної героїні серіалу. Проте, разом вони є відмінною командою. Їхня сумісність часто є основною темою обговорення багатьох персонажів серіалу, які вважають, що вони «більше, ніж партнери». Бут і Бреннан неодноразово ризикували життям, щоб врятувати один одного. Темперанс прив'язується до Бута, з яким у неї народжується дочка Крістіна, а згодом вони одружуються. У 10 сезоні Бреннан і Бут чекають другу дитину і збираються змінити місця роботи.
У Бреннан є ігуана, яка живе в її кабінеті. Вперше вона з'являється в 16 серії 6 сезону. Трохи пізніше про неї говорить інтерн Вінсент Найджел-Мюррей, коли вибачається перед Бреннан за те, що, п'яним, ходив з її ігуаною на голові (6 сезон 18 серія). У 16 серії 4 сезону можна помітити акваріум для ігуани в кабінеті Бреннан.
Протягом серіалу неодноразово потрапляє у небезпечні ситуації, які загрожують її життю та здоров'ю, здебільшого з них її рятує Бут: так уже в першому епізоді її на місці злочину ледве не спалює живцем злочинець, що намагався знищити докази; пізніше, у другому сезоні спочатку Бреннан та Годжинса живцем ховає Могильник(Могильниця), й лише настирність Бута та геніальність Годжинса та Зака рятують їх, а пізніше, своєрідне загравання з нею серійного вбивці Говарда Епса, ледве не коштувало життя спочатку Кем, потім Заку і, врешті-решт, самій Бреннан; у 7-9 сезонах таким чином до Бреннан «загравав» хакер-убивця Крістофер Пелант; у 11 сезоні Бреннан викрадає загадковий Ляльковод, насправді її викрав Зак, але лише щоб урятувати від справжнього вбивці, у 12 вона та решта команди ледве не гине від вибуху у лабораторії який влаштував Марко Ковач, балканський терорист.

### Сілі Бут
Сілі Бут — самовпевнений, добрий, часом занадто прямолінійний, кмітливий і релігійний чоловік, в дитинстві був вівтарним хлопчиком (трохи знає латину), католик. Народився в 1971 році. У 2 серії 3 сезону (2007 г.), він говорить, що йому всього лише 35 років, а в 10 серії 3 сезону доктор Бреннан на питання Ейпріл «А яка різниця у віці у вас з Бутом?» відповідає: «5 років».
Був снайпером в підрозділі рейнджерів Армії США. За цей час він вбив близько 50 ворогів. Виконує роль «сполучної ланки» між доктором Бреннан, яку він називає «Кістка», і її командою «примружених» (як він їх називає), і ФБР. На відміну від доктора Бреннан, Бут «соціальна людина», добре орієнтується в міжособистісних стосунках. Він легко знаходить підхід до людей, які так чи інакше фігурують у розслідуванні, і часто використовує свій досвід, щоб показати Бреннан складні для її розуміння ситуації з різних сторін. Протягом серіалу різні персонажі говорять, що Бут і Бреннан врівноважують один одного, тому як Бреннан використовує розум, а Бут свій «кишечний» інстинкт і гумор.
Не зважаючи на те, що Сілі намагається тримати особисте і професійне життя у таємниці, іноді аспекти його життя виходять на поверхню.
У 14 серії 3 сезона Бут отримує кулю від однієї його прихильниці (кулю мала отримати Бреннан, але Бут закрив її собою), і вмирає. В останній серії 3 сезони Бута ховають, але з'ясовується, що Бут інсценував свою смерть, щоб упіймати одного злочинця. Йому це вдається, але Кості сердиться на нього за те, що він не повідомив про те, що інсценував свою смерть. Але зрештою, вони примиряються.
Його батько був пілотом під час В'єтнамської війни, а його мати писала віршики для телевізійних реклам. Під час служби рейнджером переніс на собі тортури, що залишило в нього емоційні та психічні шрами, про що Бреннан говорить в серії «Два тіла в лабораторії» (1×15). Бут служив в ФБР протягом останніх 12 років (4x06).
У четвертому сезоні розкриває, що його батько був перукарем і страждав на алкоголізм. Можна припустити, що під дією алкоголю він грубо поводився зі своїми дітьми, бив і принижував їх. В епізоді «The Double Death of the Dearly Departed» («Погром на хресті») Бут заявляє, що якби його не забрав дідусь, він, можливо, вбив би себе ще підлітком. У Бута є молодший брат Джаред. Швидше за все, Сілі захищав Джареда від побоїв батька, і цю манеру поведінки він переносить на дорослого Джареда.
Зізнається Бреннан, що раніше він часто грав в карти, але зав'язав, всі азартні ігри залишилися в минулому.
Захоплюється оригамі (сезон 1); любить носити яскраві шкарпетки і смішні краватки, поряд з бунтівними пряжками для ременів. У нього є син на ім'я Паркер (Сілі назвав сина на честь товариша по службі, причиною загибелі якого вважав себе). Незважаючи на те, що мати Паркера, Ребекка, не живе з Бутом (вона відмовилася вийти за Сілі), він завжди знаходить час, щоб побути з сином.
Бреннан упізнає в Сілі нащадка Джона Вілкса Бута — вбивці Авраама Лінкольна.
У четвертому сезоні, у Бреннан виникло бажання народити дитину, тому вона звертається до Бута з проханням стати донором сперми, як до найбільш гідного кандидата, це шокувало Бута, у нього починаються видіння, мультперсонаж Ст'юї із популярного серіалу «Сім'янин» ввижається Буту, причиною є пухлина мозку, перед операцією Бут просить Бреннан використати його сперму якщо він не прокинеться. Після операції Бут перебуває у комі, у нього починаються марення про інше життя, де вони з Бреннан одружені (серія «Кінець в початку»), прийшовши до тями Бут не пам'ятає друзів, та втрачає свої навички та звички.
В середині п'ятого сезону Бут зізнається Бреннан в любові, але вона відмовляє йому. Після цього Бреннан їде на розкопки на Молуккські острови на сім місяців, а Бут відправляється навчати солдатів до Афганістану. У шостому сезоні Бреннан нарешті розуміє, що вона даремно відмовила Буту, але він вже закохався в журналістку Ханну, з якої Бреннан згодом подружилася. Після розриву з Ханною (в 13 серії 6 сезону вона відмовилася виходити за Бута заміж), в передостанній серії шостого сезону, проводить ніч з Бреннан, в 23-й серії Кості повідомляє напарнику, що чекає від нього дитину.
У 7 сезоні у Бреннан і Бута народжується дочка, яку вони називають Крістіна (в честь матері Бреннан) Енджела (в честь найкращої подруги Бреннан) Бут. Через обставини, що склалися Бут сам приймав пологи, які відбувалися в сараї за готелем, в який їх не впустили. Наприкінці 7 сезону Кістка дозволяє Буту хрестити їх дочку і навіть присутня в церкві під час ритуалу.
Згодом Бреннан була змушена утікати разом з дочкою, так як її підставили, звинувативши у вбивстві. Комп'ютерний геній Крістофер Пеллант сфабрикував всі докази проти неї. У втечі їй допоміг батько, так як він як ніхто інший знає, як вижити в бігах. Бут залишається в місті, Макс сказав, що Бреннан повернеться, коли Сілі доведе, що Темперанс невинна. У 8 сезоні разом з командою Джефферсона доводить невинуватість Бреннан.
У 8×12 підстрелив Пелланта, через що у останнього шрам на правій половині обличчя, як наслідок Пеллант осліп на праве око.
Потім, в тому ж сезоні, Пеллант зірвав Буту весілля заявою про те, що вб'є п'ятьох, якщо він і Бреннан одружаться.
У 9 сезоні Пеллант знову повернувся. Бут і його команда затіяли полювання на живця, знаючи, що Пеллант любить білувати убитих людей. Однак в результаті операції загинув агент Флін. В ході розслідування він і Бреннан знаходять його на покинутій електростанції. Бут прицільним пострілом вбиває його.
Далі життя Бута йде, як і раніше. Він одружується з Бреннан, проводить з нею медовий місяць в Аргентині. Також він здає щорічну атестацію. Оскільки він склав теоретичний тест на 97 % (а не на 90 %, як раніше), йому світить просування по кар'єрних сходах. Пізніше з'ясовується, що йому пропонують посаду в Німеччині. Він починає вивчати німецьку і готуватися до слухань в Конгресі. Однак конгресмен, який до цього виступав в якості його покровителя, несподівано підставляє Бута, в результаті чого Бут убиває агентів ФБР, що насправді намагалися його вбити, при самозахисті та потрапляє до в'язниці (9×24). Як колись він сам, Бреннан доводить невинуватість Бута, його звільняють з в'язниця та поновлюють у ФБР, проте ціною стає втрата найближчого друга — Світса.
У 11 сезоні у Бута з'являється новий напарник Джеймс Обрі. У 10×15 серії Бут під прикриттям потрапляє на нелегальну азартну гру, що спричиняє рецидив старої ігроманії, у 10×19 Бута та Кем рятуючи Арасту потрапляють до Ірану, а Бреннан дізнається про картярський борг Бута, між подружжям знову непорозуміння, вони тимчасово роз'їжджаються. Наприкінці сезону Бута та Бреннан знову миряться, та вирішують (вчергове) залишити свої посади у «Джефферсоні» та ФБР.
На початку 11 сезону команда Бреннан ідентифікуючи черговий труп, упізнає у ньому Бута, на щастя це виявився Бут, але не Сілі а Джаред, який останні сезони не з'являвся у житті брата, але втягує його у небезпечну аферу (це друга «фальшива» смерть Сілі, вперше його «поховали» у 3 сезоні, задля того щоб схопити небезпечного злочинця, який поклявся «прийти Лише на могилу Бута», за що Бреннан дуже образилась на нього, через те, що її не повідомили про обман) Бреннан рятує пораненого Бута, й вони знову повертаються до роботи на ФБР.
В 11 сезоні пара розслідує серію моторошних вбивств та використання трупів жертв загадковим маньком Ляльководом. на одному з місць злочинів вони потрапляють в об'єктив камери s злочинець дізнається про їх особистості.
У 12 сезоні, антагоністом Бута та Бреннан, стає син військового злочинця, якого Бут застрелив на Балканах, Марко Ковач. Жертвою стає друг Бута Альдо Клеменс, а пізніше вони ледве не гинуть у вибуху, що влаштував Ковач

### Енджела Монтенеґро
За серіалом Енджела — дочка Біллі Гіббонса, гітариста групи ZZ Top. Енджела народилася в Балтіморі, штат Меріленд. Повне ім'я - Енджела «Перлі-Ґейтс» (укр. Перлові Ворота; відсилання до назви гітари Біллі Гіббонса, «Міс Перлі Ґейтс») Монтенеґро. Енджела Монтенеґро — псевдонім; реальне ім'я — Пукі Нудлін Перлі-Ґейтс Гіббонс. Як згадується в третьому сезоні, псевдонім прийшов їй уві сні.
Енджела є фахівцем з судової реконструкції осіб у вигаданому інституті Джефферсона, де вона працює з доктором Темперанс Бреннан, її кращою подругою. Енджела отримала ступінь бакалавра в Університеті Техасу в Остіні, в галузі образотворчого мистецтва та комп'ютерних технологій. Вона використовує свої навички художника, щоб намалювати обличчя особи в тривимірному зображенні з використанням комп'ютерного моделювання.
Енджела не тільки часто знайомиться з чоловіками і ходить на побачення, але і заводить серйозні відносини. У серії 1×17 йдеться, що раз на рік на три тижні Енджела їздить в пустелю в штаті Аризона до свого друга Кірка. Їхні п'ятирічні стосунки закінчуються після того, як Кірк був убитий під час чергового візиту до нього.
Відносини Енджели з Годжинсом розвивалися протягом першого і другого сезонів серіалу, коли Джек став виявляти до неї активну увагу.
На початку другого сезону Енджела і Годжинс почали фліртувати один з одним, що обернулося побаченням в епізоді «Дівчинка з завитком» (2×7). Під час побачення вони гойдалися на гойдалках, переживаючи своє дитинство. Вони обмінялися пристрасним поцілунком ближче до кінця побачення. Пізніше в епізоді Енджела уникає Годжинса настільки, наскільки це можливо. Коли Годжинс запитав, чому (він турбувався, що побачення не справило на неї враження), Енджела запевнила його, що це, можливо, було краще побачення в її житті (так що Годжинс заплутався, чому вона не хоче цих відносин). Вона сказала це тому, що «вон мало не вдатися… тоді ми б зрозуміли, що цьому не судилося статися». І якщо вони продовжать свої відносини, то їх робочі відносини будуть під загрозою, якщо все закінчиться погано. Ніхто точно не впевнений, коли вони знову почали зустрічатися, тому що в «Інопланетяни в космічному кораблі» (2×9), коли Годжинс і Бреннан були разом заживо поховані, Джек сказав, що він «без розуму від любові до Енджели». Коли він вибрався з закопаної машини, вони з Енджелою поцілувалися і вирушили додому разом.
Після цього вони в основному були разом, відкрито фліртуючи на робочому місці. В епізоді «Священик на кладовищі» (2×17) Годжинс попросив Енджелу переїхати до нього, але вона відмовилася. Пізніше, коли вони опинилися разом в комірчині, Годжинс подумав, що Енджела боїться, але вона наполягла на тому, що він буде єдиним, хто про це знає. Деякий час по тому Годжинс пропонував вийти за нього заміж, але Енджела йому відмовила. В кінці другого сезону Енджела погоджується вийти заміж навіть при тому, що він вже не ризикував пропонувати це. Їх весільна церемонія перервалася в той момент, коли Державний Департамент оголосив що Енджела вже заміжня. За даними Державного Департаменту, вона вийшла заміж на п'яній церемонії вогняного кола на Фіджі (ймовірно в 2003 році або близько того) за чоловіка, якого не пам'ятає. Після поради Керолайн, Годжинс і Енджела втікають зі свого весілля.
Протягом третього сезону Енджела і Годжинс намагаються дізнатися особистість містичного чоловіка. Годжинс наймає приватного детектива, містера Дойла, який просить Енджелу описати її чоловіка. Вона була здатна сказати йому тільки, що її чоловік «високий, м'язистий і чорний». Містер Дойл пізніше сказав їм, що цілком можливо, що чоловік Енджели — це моряк на ім'я Бірімбау, (що означає «маленька флейта»).
Бажаючи спробувати що-небудь згадати, Енджела піддається гіпнозу, намагаючись відкрити свою підсвідомість так, щоб згадати справжнє ім'я Бірімбау. Під гіпнозом, замість того щоб дізнатися ім'я свого справжнього чоловіка, вона відкриває червоні двері гігантській осі. Занадто боячись повернутися до гіпнозу, Енджела і Годжинс намагаються розшифрувати значення бджоли своїми силами. Незабаром після цього Енджела згадує, хтось зробив фотографію відразу після того, як вона сказала «так», і вона поклала її в книгу як закладку. Виявляється, та книга, яку вона читала, була про радіоактивне забруднення, що перетворює ос в людиноподібних істот. Усередині вона знайшла поляроїдний знімок себе і Бірімбау, але його особа ще приховано. На задній стороні написано «Енджі + Грейсон». Після розкриття першого імені вона згадує, що його повне ім'я Грейсон Барас.
Після розкриття його імені їх новий приватний детектив, Ембер Кіплер, швидко знаходить Грейсона. Він живе у Флориді, у Флорида-Кіс. Він побудував для Енджели будинок, який Годжинс порівняв з халупою, а Міс Кіплер назвала «химерним котеджем». Вона також сказала їм, що Грейсон стверджує, що він досі закоханий в Енджелу, і відмовився підписати розлучення. На початку четвертого сезону Грейсон приїжджає до Вашингтона, щоб спробувати домогтися повернення Енджели, вона цілує його, і коли Годжинс дізнається про це, вони з Грейсон б'ються. Коли Грейсон бачить поцілунок Енджели і Годжинса, він погоджується підписати розлучення і йде.
Тоді Кем пропонує підвезти Грейсона в аеропорт; його рейс затримують, і Кем зрештою спить з ним. Спочатку вона відчуває незручність в тому, щоб сказати про це Енджелі, але після деяких переконань від Світс вона врешті-решт зізнається. Спочатку Енджела чи не здається стурбованої, але потім починає огризатися і сердитися на Кем. Коли вони нарешті миряться, Енджела і Годжинс вечеряють, вона здається збентеженою через те, як вона могла злитися на Кем за те, що вона переспала з Грейсон, коли вони вже були навіть більше не одружені.
Детальні роздуми показують що Енджела досі відчуває почуття до Грейсона, що змушує Годжинса не довіряти їй. Енджела каже, що двоє людей, які не вірять один одному, не повинні бути разом, не кажучи вже про те, щоб одружитися, і вони розлучаються. Після розриву Енджела і Годжинс намагаються уникати один одного наскільки це можливо. Пізніше, в четвертому сезоні, вони миряться і знову стають друзями, не згадуючи образ.
Енджела бісексуальна. Вісім років тому, бувши студенткою, мала стосунки з дівчиною з художньої школи на ім'я Роксі. Незабаром після розриву з Джеком, Енджела возз'єднується з Роксі. Пара відновила свої відносини і зустрічається якийсь час, але потім вони розлучаються. Роксі пояснює це тим, що вона хоче когось, хто думає про майбутнє, а не того, хто живе моментом. Енджела погано приймає розрив. Після розмови зі Світсом вона погоджується на утримання від статевого життя. З усією її стримуваної сексуальної енергією, Енджела в кінцевому рахунку стрибнула в ліжко з Годжинсом, але вони обидва абсолютно впевнені, що не повернуть відносини. Однак в епізоді «Критик в Каберне» (4×25) Годжинс заявляє, що хоче повернути Енджелу. В епізоді «Жорсткий людина в м'якій курці» (5×6) в п'ятому сезоні романтичні відносини виникають між нею і інтерном Венделом Бреєм. В епізоді «Секрет в матеріалах» (5×11) ми дізнаємося, що вони пара. У цьому епізоді також говориться, що Годжинс все так же закоханий в Енджелу і шкодує про цю втрату. Під час підозр, що Енджела завагітніла від Вендела («Доказ в пудингу» 5x12), Джек запропонував їй допомогу у вихованні дитини. У п'ятому сезоні в епізоді «Смерть бджолиної матки» (5×17) Енджела і Вендел розлучилися. Під час збору доказів в штаті Меріленд Енджела і Годжинс потрапили до в'язниці за незначні порушення. За час, проведений там, вони переглянули свої рішення і зізналися у взаємних почуттях один до одного. Коли приїхав суддя для того, щоб відпустити їх під заставу, вони провели громадянську церемонію одруження прямо у в'язниці з шерифом в якості свідка. У кінці п'ятого сезону вони планують провести рік в Парижі, в той час як Бут і Бреннан вирушили у відрядження, а їм не хотілося працювати з новим судовим антропологом і агентом ФБР.
Після повернення з Парижа Енджела виявляє, що вагітна. В епізоді 6×04 йдеться, що якщо у Енджели і Годжинса буде дочка, її другим ім'ям буде Темперанс, в честь її найкращої подруги Темперанс Бреннан. Батько Енджели хотів назвати дитину Стаккато Мамба, в честь однієї зі своїх пісень. У підсумку зійшлися, що ім'ям дівчинки буде Кетрін Темперанс, а хлопчика — Майкл Джозеф. В епізоді 6×23 у Енджели і Годжинса народжується син, якого вони називають Майкл Стакатто Вінсент Годжинс. Перше ім'я вибрали самі батьки, друге — батько Енджели, а третє — це ім'я інтерна Вінсента Найджела-Мюррея, якого в кінці шостого сезону підстрелив снайпер Джейкоб Бродскі.

### Джек Годжинс
Джек Годжинс. Джек був власником багатомільярдної корпорації, однак свої статки приховує. Можливо, тому другим його захопленням, після екскрементів, жуків і мінералів, є теорії змови. Також Джек приховує від сім'ї свої заняття, побоюючись, що родичі можуть перешкодити його улюбленій справі. По зодіаку є Дівою (6 сезон 18 серія). Годжинс був заживо похований Могильником разом з Бреннан. Могильник зажадав перевести 8 мільйонів доларів, щоб врятувати Годжинса і Кістку, тим не менш, завдяки великим знанням Годжинса про ґрунт і ідеї Кістки послати СМС за допомогою акумулятора машини вони були врятовані без викупу. Пізніше після того як Могильник викрав Бута, стає відомо що у Годжинса був вирішальний доказ для розкриття справи — шматочок наклейки для бампера, знайдений ним і Бреннан в його нозі.
Годжинс почав відносини з Енджелою Монтенеґро. Він пропонував кілька разів зустрічатися, але та спочатку відмовляла. Після випадку з Могильником вони почали офіційно зустрічатися. Енджела кілька разів відхилила пропозицію Джека вийти за нього. На останнє звернення, яке не було явною пропозицією, Енджела погодилася, і вони вирішили одружитися якомога швидше. Годжинс і Енджела були вже біля вівтаря, але їхнє весілля було перерване, коли відкрилося що Енджела вже вийшла заміж за хлопця, чиє ім'я вона не може згадати, на п'яній церемонії на Фіджі, коли вона була у відпустці. Протягом третього сезону пара намагалася дізнатися особистість таємничого чоловіка, і за допомогою приватного детектива вони дізнаються, що прізвисько чоловіка Енджели — «Бірімбау», що означає «Маленька Флейта» на бразильському діалекті. Незабаром після цього Енджела піддається гіпнозу, щоб згадати справжнє ім'я Бірімбау, але замість цього стикається з великою живою осою, перебуваючи під гіпнозом. Виявляється, Енджела читала книгу, в якій ядерна забруднення робило ос гігантськими, і вона поклала в неї весільну фотографію як закладку. Після знаходження книги і фото Енджела і Годжинс знаходять фото де написано «Енджі + Грейсон» на звороті, і Енджела нарешті згадує, що повне ім'я її чоловіка Грейсон Бараса. Їх новий приватний детектив знаходить містера Барасу на острові Флорида-Кіс. На початку четвертого сезону Грейсон приїжджає до Вашингтона, щоб спробувати повернути Енджелу. Коли Енджела його цілує і Годжинс бачить це, він і Грейсон б'ються. Але коли Грейсон нарешті погоджується підписати папери на розлучення, Кем спить з ним і злить Енджелу, що робить її відносини з Годжинсом дуже крихкими. Незабаром після цього вони порвали свої відносини, тому що Годжинс не довіряв Енджелі і навпаки.
Через якийсь час після розставання приїжджає батько Енджели. У підсумку, після спілкування Годжинса і батька Енджели, Джек прокидається в пустелі з тату на лівому плечі — портрет з написом «Енджела назавжди» (4 сезон 19 серія). Згодом Джек отримав ще одне тату — із зображенням батька Енджели, Біллі Гіббонса, гітариста групи ZZ Top на правому плечі (6 сезон 15 серія), коли відмовився давати їх з Енджелою дитині ім'я, яке той ибрав. У четвертому сезоні Годжинс почав використовувати сервіс інтернет-знайомств «Так чи Ні» і був з'єднаний з Енджел, але ніхто з них не був готовий знову зустрічатися один з одним.
У п'ятому сезоні глядач може побачити як знову об'єдналися Годжинс та Енджела. Під час збору доказів в штаті Меріленд вони потрапили до в'язниці за незначні порушення. За час, проведений там, вони переглянули свої відносини і зізналися у взаємних почуттях один до одного. Коли приїхав суддя для того, щоб відпустити їх під заставу, вони провели громадянську церемонію одруження прямо у в'язниці з шерифом в якості свідка. В кінці п'ятого сезону вони планують провести рік в Парижі, в той час як Бут і Бреннан вирушили у відрядження, а їм не хотілося працювати з новим судовим антропологом і агентом ФБР.
Після повернення з Парижа Енджела виявляє, що вагітна. В епізоді 6×23 у них народжується син, якого вони називають Майкл Стаккато Вінсент Годжинс. Перше ім'я вибрали самі батьки, друге — батько Енджели, а третє — це ім'я інтерна Вінсента Найджела-Мюррея, якого в кінці шостого сезону застрелив снайпер.
У восьмому сезоні, 12 епізод, весь свій статок Годжинс втрачає, тому що він вибирає зберегти життя групі дівчаток на Близькому Сході від ракети, яка була спрямована на їх школу Пеллантом. Однак незабаром отримує можливість заробити. Він і інтерн Фінн Ебернаті виводять на ринок унікальний за рецептом гострий соус, який починає користуватися популярністю. Джек випадково, як завжди не спитавши дозволу, з'їдає останню пляшечку соусу, приготованого покійною бабцею Фінна. У дев'ятому сезоні дізнається про існування старшого брата, який хворий на шизофренію, і дуже сильного нагадує самого Джека, любов'ю до фантастики, особливо Жюля Верна, та теорії змови. У десятому сезоні знову стає мільйонером, продавши великій компанії створений ним небиткий матеріал.
Джек — ентомолог і експерт по спорах і мінералах. Має дипломи з біології, геології та ентомології. Також, крім теорій змови, Джек захоплений лабораторними експериментами, частим учасником яких стає Зак Едді, а згодом всі інтерни лабораторії. Джек також є теоретиком конспірації і називає себе «Королем лабораторії». На початку 10 серії одинадцятого сезону на місці злочину вибухає бомба, і Обрі закриває Джека собою, рятуючи йому життя, і перебуває у важкому стані на операційному столі. Обрі поправляється. І з Джеком на перший погляд теж все добре, тільки його турбують болі в спині, які він пригнічує аспірином. Спочатку Джек був проти другої дитини, тому, що його все влаштовувало, але після вибуху сказав Енджелі, що все-таки хоче багато встигнути і хоче другу дитину. В кінці серії з'ясовується, що Годжинс травмований серйозніше, ніж здалося на перший погляд, а не помітили цього тому, що він приймав аспірин. В кінці серії доктор говорить Енджелі, Темперанс, Камілі й Арасту, що у Джека пошкоджений поперековий відділ — він паралізований і більше ніколи не зможе ходити. У наступних серіях він все-таки їздить в лабораторію на інвалідному візку. Однак його дуже злить набута інвалідність, і через це він поводиться роздратовано і відсторонено. Джек і Енджела переживають важкий період у відносинах, надовго віддаляються один від одного, але пізніше Джек вирішується прийняти свій стан і мириться з дружиною. Однією з надій, було експериментальне лікування, яке для нього розробив, підписавшись чужим ім'ям Зак, але воно лише довело невиліковність стану. Наприкінці серіалу Джек та Енджела дізнаються про добру новину, у них буде дитина. В останній серії Джек та Енджела вирішують залишитись у Джеферсоні, а Джек на час відсутності Кем стає керівником лабораторії.

### Зак Едді
Зак Едді Антрополог інституту Джефферсона. Раніше працював інтерном доктора Бреннан. Єдиний з усіх працівників лабораторії вміє абстрагуватися від особистих емоцій і прихильностей, що і продемонстрував на суді Макса Кінана (батька свого начальника, друга і вчителя — доктора Темперанс Бреннан). В середині другого сезону захищає докторську дисертацію по антропології і стає повноправним членом команди.
Як і Бреннан, йому складно спілкуватися з нормальними людьми. Надзвичайно обдарований: в 11 серії 1 сезону згадується, що його IQ набагато вище 163 (рівня «генія»), і у нього імовірно фотографічна пам'ять (7 серія 1 сезону). Разом з доктором Годжинсом часто ставить експерименти в лабораторії для встановлення істини. Один з таких експериментів (як пізніше з'ясувалося, підлаштований ним самим, але невірно розрахований) завдав Заку важкі травми рук, в результаті яких їхня моторика так до кінця і не відновилася.
Не можна сказати, що Зак в свої роки схожий на своїх однолітків. Заку дуже важко дається спілкування з людьми, особливо з однолітками і дівчатами. Він будує свої відносини, ґрунтуючись на науці. Коли ці відносини вимагають включення інтуїції, Зак ніяковіє і шукає допомоги у більш компетентних людей. Щоб Зак відстав від Бута з питаннями про жінок, Годжинс дарує йому кишенькову камасутру («The Pain in the Heart»). Саме через те, що Едді важко дається життя в соціумі, він — слабка особистість, яка потребує керівництва або підтримки сильнішого. Такою людиною стає канібал-вбивця Гормогон, учнем і спільником якого він стає.
Зізнався, що допоміг Гормогону вбити жертву, але не їв його, в результаті чого за сприяння доктора Світса був визнаний неосудним і поміщений в психіатричну лікарню. Але навіть після цього добре спілкувався з усіма членами команди, які неодноразово його відвідували і допомагали йому. У четвертому сезоні Світс дізнається, що Зак не вбивав жертву, а тільки сказав Гормогону, де її знайти. Світс хоче розповісти це всій команді, але Зак забороняє, кажучи, що це лікарська таємниця, так як внаслідок розкриття правди Зак сяде в тюрму як співучасник.
Зак — це приклад молодого покоління, яке, займаючись розвитком світу, забуває про своє оточення, але для нього справжньою цінністю залишається сім'я і друзі. У першому сезоні каже, що у нього є три брати і чотири сестри, які живуть разом з батьками в Мічигані, у 9×1 «Чоловік у бомбосховищі» родина приїздить до Зака, який з іншими членами команди потрапляє на карантин, через зараження невідомою хворобою. Зак дуже талановитий співак (14 серія 3 сезону). У 7 серії 4 сезону в розмові з новим інтерном Годжинс згадує, що Зак отримав довічний термін, але вони все одно його люблять.
В останній серії 11 сезону з'ясовується, що він втік з психлікарні і імовірно є «Ляльководом», після чого він викрадає доктора Бреннан. Пізніше команда дізнається, що Зак ні в чому не винен, а його майстерно підставив головлікар лікарні, в якій знаходився Едді, доктор Рошан. Наприкінці 1 серії 12 сезону доктор Рошан намагається вбити Зака за допомогою ін'єкції, але антрополог вчасно розпізнає етикетку, в результаті чого між ними зав'язується бійка. Її перериває Бут, коли вривається в палату і убиває головлікаря. У передостанній серії серіалу Зака судять за вбивство. Йому загрожує довічне ув'язнення, але він відбувся лише 13 місяцями, не без допомоги Керолайн Джуліан, яка виступила в ролі обвинувача на суді.

### Каміла Сароян
Каміла Сароян. З'являється як глава судового відділу і патологоанатом, починаючи з 1 епізоду 2 сезону. З 1 по 6 епізоди Тейлор була запрошена актрисою, а з 7 епізоду повністю приєдналася до акторського складу. Раніше доктор Сароян працювала в Нью-Йорку, виконуючи розтини трупів у важких, а іноді і в антисанітарних умовах. Перейшла в інститут через гарний приміщення. В епізоді «Частина як сума цілого» з'ясовується, що Кем порадила Буту звернутися за порадою з розслідування вбивств до Бреннан.
Народилася в Бронксі, Нью-Йорк, Кем намагається підкреслити труднощі, які вона дізналася, живучи там. Цей аспект мав і позитивні і негативні наслідки. Позитивні — в тому, що вона нікому не дозволяє переступати через себе і свою команду, негативні — це те, що люди як правило вважають її різкою і не люблять її, поки не дізнаються її краще. Сароян є жінкою жорсткої лінії, яка бере на себе відповідальність за відділ і, в разі необхідності, захищає підлеглих. На початку 2 сезону досить складно знайти спільну мову з командою Бреннан, але в підсумку приймає їх примхи і будує з ними відносини. Каміла спочатку планувала звільнити Темперанс, але Енджела і Бут дали їй зрозуміти, що якщо піде Бреннан, то за нею піде і вся команда. В епізоді «Людина в клітці» Каміла виявляється між життям і смертю через отруєння нейротоксином (метилбромід), який вбивця Говард Еппс сховав в голову жертви. Напад Еппса на неї робить сильний емоційний вплив на Бреннан і команду. Зрештою Годжинсу вдалося встановити токсин і врятувати Кем (спочатку планувалося, що героїня Тейлор помре від отруєння, але пізніше творці серіалу вирішили, що Сароян — гарне доповнення до основної сюжетної лінії).
Як і інші, вона зацікавлена у відносинах Бута і Бреннан. Часто підслуховує їх телефонні розмови або бесіди і на очевидність строго платонічних і професійних відносин Сілі та Темперанс посміхається або хитає головою. Вона і її сім'я, здається, досить дружні з родиною Бута; можливо, це обумовлено тим, що Кем зустрічалася з Сілі Бутом колись(спроба відновити відносини закінчується невдало, Кем та Бут розуміють. що у цих стосунків немає майбутнього). Як би там не було, вона також багато знає про Джаред Буте, стверджуючи, що знає його 15 років. Її стосунки зі своєю сім'єю не такі хороші, як з сім'єю Бута, так як вона часто бореться (але бере верх) зі своєю молодшою сестрою, Феліцією. Відносини сестер різко межують, між звичайною сестринської ворожнечею і такий же сестринської захистом один одного. Одного разу Кем заявила, що її мати померла, коли їй було 21, але її батько до сих пір живий і здоровий, відсвяткувавши шістдесятиріччя в епізоді «Стажер в спалювачі». В епізоді 2 сезону «Безголові відьма в лісі» Кем розповідає, що втратила матір в 23 роки. Кем — одна з небагатьох в команді, хто вірить в привидів, стверджуючи, що покійна мати показала їй заховане кольє, яке Кем завжди носить з собою. В епізоді 3 сезону «Біль в серці» з'ясовується, що доктор Сароян 10 років була поліцейським в Нью-Йорку. У 19 серії 4 сезону Кем каже, що вона патологоанатом вже 13 років.
Якийсь час вона жила з іменитим хірургом на ім'я Ендрю Вестон, у якого була маленька дочка від його покійної дружини. Його дочка, Мішель, і Кем стали дуже близькі, коли вона жила разом з доктором Вестоном. Але Кем дізналася, що Ендрю зраджував їй з іншими жінками, і залишила їх обох, його і Мішель. В епізоді «Доктор в пащі» (4×18), Ендрю був убитий однією зі своїх подружок, залишивши шістнадцятирічну Мішель одну. Після розкриття справи Кем запропонувала Мішель, якщо вона хоче, піти і жити з нею. Мішель погодилася, і Кем стала мамою, навіть при тому, що в другому сезоні, в розмові з Бреннан, так само як і в іншому з Енджелою в третьому сезоні, вона абсолютно очевидно сказала, що не хотіла дітей.
Каміла Сароян любить читати жіноче чтиво, як спосіб розслабитися після робочого дня. В епізоді 2 сезону «Тіла в книзі» говорить, що не читала книги Бреннан, так як не любить мати справу з убивствами в неробочий час. Кем надзвичайно лояльна до своєї команди, заступається за них, коли хтось несправедливо звинувачує їх. Вона очікує тієї ж лояльності взаємно, прагнучи розсердитися, коли важлива інформація захована від неї.
У 8 сезоні у доктора Сароян виникають романтичні стосунки з одним з інтернів доктора Бреннан, Арасту Вазірі. Відносини починають розвиватися після прочитаного Арасту віршем для Кем на фарсі в 8 сезоні (7 епізод «Горошини в стручку»). Спочатку вони тримають свої відносини в таємниці, Енджела і Годжинс все дізнаються. У 18 епізоді 8 сезону («Ті, що вижили в милі») дізнається про їхні стосунки Бреннан, але Кем і Арасту переконують, що на роботі будуть дотримуватися професійної субординації. У 8 сезоні 23 серії («Пафос в патогенних»), коли Арасту знаходиться на порозі смерті від невідомого вірусу, Кем відкрито заявляє, що любить його.
У 9 сезоні доктор Сароян дізнається, що хтось викрав її особистість, але колеги її підтримують і в підсумку ловлять шахрайку, якій опинилася давня подруга Кем. У цьому ж сезоні Арасту знайомить Кем зі своїми батьками, а в 10 сезоні починає говорити про весілля, ніж дуже лякає Кем, і вона відмовляється це обговорювати зі страху. У цьому ж сезоні, після того, як Арасту повертається до Ірану, вона страждає від параної і боїться за його життя. У 2 серії 11 сезону тимчасово розлучається з Арасту, в зв'язку з поверненням Бреннан в інститут Джефферсона, але наприкінці 11 сезону вони знову починають зустрічатися. Після Арасту робить пропозицію Кім, і вона погоджується. У 11 серії 12 сезону проводиться весілля Кем і Арасту. Молодята повідомляють всім, що їдуть в Європу на 6 місяців на відпочинок. Наприкінці 12 серії 12 сезону нам стає відомо, що Каміла і Арасту зовсім не їдуть в Європу, а, насправді, збираються усиновити трьох хлопчиків.

### Ланс Світс
Світс тричі з'являвся протягом перших восьми епізодів 3 сезону серіалу, а в 9 серії 3 сезону з'явився у вступних титрах в якості одного з головних персонажів. Коли ми вперше побачили Ланса, він працював з Бутом і Кісткою як їх психолог. Він був узятий для допуску Бута і Кістки до професійної придатності як партнерів, щоб оцінити, чи складають вони хорошу команду або варто їх розділити (результатом чого була б «парна терапія»). Пізніше він часто (неофіційно) з'являється в Джефферсоні, на запрошення і без. Світс любить спостерігати за поведінкою людей в тій чи іншій ситуації. У нього, здається, є інтерес до кожного в глибині душі, і він намагається запропонувати реальну допомогу і пораду — за явним винятком: саме він вирішив не говорити Бреннан про фальсифікації смерті Бута (передостанній епізод третього сезону "Співак в бур'янах, " (3×14) у вигляді «експерименту» над двома партнерами). Ця риса в ньому часто дратує Бута і Годжинса, але незважаючи на це, всі члени Джефферсонівської команди радяться з ним — зазвичай неофіційно — з низки тем, від проблем по роботі до проблем у відносинах.
Спочатку Світс стикається зі скептицизмом команди через свій вік. У серії «Чоловікові в грязі» (3×10) Світс виповнилося лише 23 роки. Він, можливо, закінчив Університет Колумбії з докторським ступенем, мається на увазі, що він почав свою студентську освіту, коли йому було 14–15 років, і команді це здається підозрілим. Паркеру Бут описує Світса як «схожого на маленьку дитину»(побачивши Ланса той каже що обличчя у того не схоже на «попу малюка» (Палець у гнізді — 4×04). Можливо, Ланс з Канади або штату, близького до кордону, тому що він відвідував Університет Торонто для отримання студентської ступеня. Це було сказано в серії «Погром на хресті», (4×21) також в ній було відкрито, що Світс зазнавав насильства в дитинстві, і у нього є шрами від батога на спині. Трохи пізніше, в серії «Подвійні проблеми на нейтральній смузі» (4×11), було розкрито, що мати Світса — екстрасенс з цирку. Він був усиновлений, коли йому було 6 років, люблячими матір'ю і батьком. Вони померли протягом кількох тижнів один після одного, незадовго до того, як почалася його робота з Кісткою та Бутом. У 6 серії 6 сезону говорить, що до 6 років побував уже в 4 прийомних сім'ях. Бут, Бреннан та Світс — усе мали важке дитинство і сформували щось на зразок сурогатної сім'ї, їх ставлення абсолютно ніжне, але приховане за жартами та приховане за образами. Остаточно це «оформилось» у 8 сезоні, коли Бут пропонує Світсу, який вкотре розійшовся з Дейзі та залишив їй житло, пожити у них, поки той не розбереться в собі. Це констатує Енджела, коли всі закладаються на те скільки Світс проживе у Бута та Бреннан, вона відповіла «ніколи, адже вони його всиновили».
Зізнався, що відчував інтерес до Енджели, але після того, як познайомився з її батьком, цей інтерес пропав. Після того, як Зак Едді був поміщений в психіатричну клініку за вбивство, Світс став його особистим лікарем і регулярно відвідував його. У серії 4×05 Зак зізнається йому, що він фактично нікого не вбивав, а лише навів Гормогона на слід жертви, і бере обіцянку, що Світс не розкаже це команді і поліції, інакше Зак сяде в тюрму.
У 7 сезоні отримує на руки табельну зброю і стає повноцінним польовим агентом. Зустрічався з Ейпріл, фахівцем з розведення тропічних риб, але пізніше вона порвала з ним. Пізніше він знайомиться з однією з інтернів доктора Бреннан, Дейзі Вік, і вони починають зустрічатися, спочатку таємно, а потім відкрито. У серії 5×15 він робить їй пропозицію, і вона погоджується, але після того, як Світс відмовляється поїхати з нею в річну антропологічну експедицію, вирішує розірвати стосунки. У серії 6×13 Ланс Світс знову планує зробити Дейзі пропозицію, але розуміє, що не готовий. Незважаючи на це, Дейзі і Ланс продовжують зустрічатися. В 4 серії 8 сезону вирішують з'їхатися, але Світс зрозумів, що недооцінив значення цього кроку. У підсумку він знову рве відносини з Дейзі. Після цього недовго зустрічався з іншим інтерном Бреннан, Джесікою Уорен (9×23). У першій серії 10 сезону ми дізнаємося, що у Світс і Дейзі буде дитина, хлопчик (сина назвали Сілі-Ланс, перше ім'я вибрав сам Світс, так як він вважав Бута дуже близькою людиною, і хотів, що б він був хрещеним його сина). Загинув в першій серії десятого сезону. У 10 сезоні 11 серії («Суп з екстрасенса») глядачеві стає відомо, що Ланс переписав свою книгу в правдиву історію кохання Бута і Бреннан і хотів її їм віддати незадовго до своєї смерті, в подяку за те, що вони стали йому сім'єю.

### Джеймс Обрі
Спеціальний агент ФБР. З'являється в 1 серії 10 сезону. Після смерті Світс, Бут не бажав нікого брати в напарники, поки Бреннан не справжній на те, що Буту потрібен напарник крім неї самої, і Джеймс Обрі як ніхто інший підходить на цю роль. Хороший агент і стрілок. Любить багато поїсти. Після тимчасового відходу Бута з ФБР займав його кабінет, проте з радістю переїхав на поверх вище, коли Бут повернувся на роботу. У 10 сезоні стає відомо, що його батько був аферистом і залишив його з матір'ю, коли Обрі був ще дитиною. Зустрічався з Джесікою Уорен, але вони розірвали стосунки. В останній серії 12 сезону зав'язуються романтичні відносини з Карен Делс.

### Деніел Гудман
Директор Джеферсонівського інституту та безпосередній начальник Бреннан у 1 сезоні, спеціалізується на археології, етнографії, надавав команді допомогу в роботі з артефактами, що мали історичне значення. У серіалі присутній лиш протягом першого сезону. У приватному житті релігійна людина, є пастором в протестантській християнській общині, сім'янин, має двох доньок-близнючок. Його спосіб роботи змушує Ходжинса вважати його суб’єктивним, занадто обережним, та позбавленим якостей чистого вченого; однак антагонізм між ними переростає у дружнє суперництво в міру просування сезону. З другого сезону роль Гудмана перебирає на себе Кем Сароян, починаючи з епізоду 23, "Титан на слідах", він, як кажуть, перебуває у відпустці. В одному з інтерв'ю Харт Хенсон сказав, що Каміль Сароян була додана до шоу, оскільки вона виявилася набагато кращою в команді замість Гудмана, вказуючи на те, що Гудман може ніколи не повернутися в шоу.

## Другорядні персонажі

### Члени сімей Бреннан та Бута

#### Макс Кінан.
Вик. Раян О'Ніл
Макс Кінан (сезони 2–12), також відомий як Меттью Бреннан, батько Расса і Темперанс Бреннан. Коли його дітям було 7 і 3 роки відповідно, Макс змінив імена та особи своєї сім'ї, щоб захистити їх від банди жорстоких грабіжників банків, до якої вони з дружиною належали певний час, на «Меттью Бреннан», його дружина Рут стає «Крістін Бреннан», а їхні діти Кайл і Джой - «Расс Бреннан» та «Темперанс Бреннан». Як Метью Бреннан, Макс працював учителем природознавства, а його дружина - бухгалтером. За кілька днів до Різдва 1991 року, коли Рассу було 19 років, а Темперанс - 15, Макс та його дружина, побачивши одного зі своїх старих товаришів з банди (Вінс Маквікар), полишають дім задля безпеки своїх дітей, відвівши Маквікара геть, і вже не повертаються додому, щоб захистити Расса і Темперанс. Після того, як Бреннан розкрила вбивство матері, Макс попередив, щоб та припинила його шукати у повідомленні, залишеному на її домашньому телефоні. Коли Расс став мішенню корумпованого заступника директора ФБР, Макс був змушений знову з'явитися і вбити людину. Він знову з'являється під час епізоду "Вбивця в бетоні", коли Темперанс просить його допомогти знайти Бута, викраденого під час розслідування. Звільнивши Бута, Макс тікає, бо дочка дозволяє йому скористуватися її автомобілем. Пізніше Бут заарештовує Макса під час завершення епізоду "Звіздар у калюжі". Макса судили і виправдали за вбивство заступника директора Кірбі в епізоді під назвою "Вирок у сюжеті" (хоча це було лише тому, що захист виявив наявність обґрунтованих сумнівів, оскільки його дочка, Темперанс та агент Бут мали мотиви, засоби та можливість також вбити Кірбі).
У четвертому сезоні, в епізоді " Кістки «Віднесені вітром»  Макс (зараз відомий як "Макс Бреннан") влаштувався на роботу в Джефферсонівський інститут, навчати дітей; спочатку Темперанс заперечувала проти того, щоб він там працював, стверджуючи, що він буде втручатися і що його минуле як відомого злочинця поставить під загрозу достовірність доказів, але вона, нарешті, поступилася, на прохання Бута (хоча вона знає, що це для неї). Макс питав Бута, чи він спить з його донькою, і, здається, був дуже здивований, дізнавшись, що  ні, запитуючи, чи це тому, що Бут був геєм, Темперанс була недостатньо привабливою, або тому, що її батько був вбивцею, вважаючи, що це заважає їх відносинам
У 5 сезоні Макс розповідає, що контактує з деякими родичами своєї покійної дружини, коли запрошує на різдвяну вечерю двоюрідну сестру Бреннана, Маргарет. Він також намагається вбити Хізер Таффет під час її суду, коли сприймає її як загрозу для доктора Бреннана ("Хлопчик з відповіддю"). Це змушує Бута вважати, що Макс не відмовився від своїх злочинних шляхів, і підозрювати причетність Макса до двох вбивств у 6 сезоні (вбивства Хізер Таффет та члена його команди з боулінгу), хоча Макс виявився невинуватим в обох випадках. Він також вказує, що він знову почав зустрічатися і що він завжди очікував, що Бреннан і Бут "житимуть разом" ("Куля в мозку").
У 7 сезоні він пропонує піклуватися про дочку Бута і Бреннана Крістін. Незважаючи на початкове упереження, Бреннан згодом погоджується. У фіналі сезону він допомагає Бреннан і Крістін втікти від слідства, після того як Крістофер Пелант підставляє Бреннан у вбивстві її друга, Ітана Сойєра. У розмові p Бутом, Макс пояснює, що Бреннан повинна залишатися поза системою, якщо вона хоче бути в безпеці. Він також заохочує Бута залишатися в системі і допомогти довести невинуватість Темперанс.
Протягом трьох місяців, коли вони перебувають у підпіллі, Макс і Темперанс дізнаються все, що можуть про Пеланта, і врешті-решт виявляють могилу однієї з його перших жертв. Пізніше у 8 сезоні Макс повертається після того, як Бреннан була поранена під час роботи в лабораторії. Відновлюючись у лікарні, Бреннан передає йому повідомлення від своєї матері, розповідаючи Максу, що та знає, що перший подарунок, який він їй зробив, був вкрадений, що здивувало його, оскільки ніхто не знав цього, окрім нього.
У 9 сезоні Макс повертається двічі, спочатку на весілля Бреннан і Бута, а потім - на день народження Крістін. Протягом наступних кількох сезонів Макс стає близьким з Бреннан і Бутом, часто приходячи у гості на сімейні вечері, а  також доглядає Крістін і Хенка, сина Бута та Бреннан, поки їхні батьки на роботі.
В середині 12 сезону виявляється, що Макс приховує від Бреннан що у нього був встановлений кардіостимулятор, нікому про це не сказавши. У сезоні 12, епізод 7, "Страх у рахунку", Макс застрелений, захищаючи дітей, Крістін і Хенка, і помирає в лікарні після операції на руках у доньки.
Макс характеризується як дуже турботливий батько, який ні перед чим не зупиниться, щоб захистити своїх дітей. Це стає джерелом конфлікту для Бреннан і Бута, якому доводилося кілька разів арештовувати його, хоча й вибачаючись кожного разу за це перед Темперанс. Незважаючи на це, Макс схвалив їхні стосунки на ранній стадії, ще до того, як Бреннан і Бут самі визнали, що закохані один в одного.

### Інтерни Бренан
Після того як наприкінці 3 сезону Зак Едді виявися посібником Гормогона, з 4 сезону його роль помічника Темперанс Бренан переходить до низки інтернів, що змінюють один одного кожної серії. Іноді роль інтерна виконують інші персонажі, що мають статус "запрошеної зірки".